# ألبرتو بويغ
ألبرتو بويغ (بالإسبانية: Alberto Puig) هو متسابق دراجات نارية إسباني. نافس في سباقات بطولة العالم لفئة 500 سي سي ولفئة 250 سي سي ولفئة 50 سي سي.

## روابط خارجية
- ألبرتو بويغ على موقع MotoGP.com (الإنجليزية)